# 326e division d'infanterie
La 326e division d'Infanterie (en allemand : 326. Infanterie-Division ou 326. ID) est une des divisions d'infanterie de l'armée allemande (Wehrmacht) durant la Seconde Guerre mondiale.

## Historique
La 326e division d'infanterie a été formée le 9 novembre 1942 dans la Wehrkreis VI en tant que Kriemhilde-Division avec du personnel des Wehrkreise VI, V et XII.
Elle participe à l'invasion de la Zone libre de la France en novembre 1942, puis effectue des tâches d'occupation dans le sud de la France dans la région de Narbonne jusqu'en février 1944, puis dans le Nord de la France.
Elle est transférée le 22 juillet 1944 en Normandie faisant partie de la II. Fallschirmkorps au sein de la 7. Armee du Heeresgruppe D.
Elle est détruite dans la poche de Falaise en août 1944. Les éléments survivants ayant pu s'échapper de la poche sont envoyés près de Saint-Quentin-en-Tourmont, puis transférés en Hongrie pour servir de base à la nouvelle 326. Volksgrenadier-Division.

## Organisation

### Commandants
| Date                          | Grade           | Commandant                 |
| ----------------------------- | --------------- | -------------------------- |
| 11 novembre 1942 - 8 mai 1943 | Generalleutnant | Max Dennerlein             |
| 8 mai 1943 - 1er juin 1943    | Generalleutnant | Karl Böttcher              |
| 1er juin 1943 - 2 août 1944   | Generalleutnant | Viktor von Drabich-Wächter |
| 2 août 1944 - ? août 1944     | Oberst          | Kertsch                    |

## Théâtres d'opérations
- France : Novembre 1942 - Août 1944

## Ordre de bataille
1942
- Grenadier-Regiment 751
- Grenadier-Regiment 752
- Grenadier-Regiment 753
- Artillerie-Regiment 326
- Pionier-Bataillon 326
- Schnelle Abteilung 326
- Infanterie-Divisions-Nachrichten-Abteilung 326
- Divisions-Nachschubführer 326

Mai 1943
- Festungs-Grenadier-Regiment 751
- Festungs-Grenadier-Regiment 752
- Festungs-Grenadier-Regiment 753
- Artillerie-Regiment 326
- Pionier-Bataillon 326
- Feldersatz-Bataillon 326
- Panzerjäger-Abteilung 326
- Infanterie-Divisions-Nachrichten-Abteilung 326
- Divisions-Nachschubführer 326